# وارکرفت: چشمه جاودانگی
وارکرفت: چشمهٔ جاودانگی (به انگلیسی: Warcraft: The Well of Eternity) اولین کتاب از رمان‌های سه‌گانهٔ نبرد باستانیان به قلم ریچارد ای. ناک است که در دنیای وارکرفت اتفاق می‌افتد.

## خلاصهٔ داستان

#### از پشت کتاب
در اولین قسمت از این سه‌گانهٔ حماسی، نتیجهٔ نبرد باستانیان تاریخی با ورود سه قهرمان گمشده در زمان برای همیشه تغییر می‌کند: کراسوس، جادوگر اژدها که قدرت بسیار و خاطراتش از درگیری باستانی به طرز غیرقابل توضیحی کاهش یافته است؛ انسان جادوگر رونین، که افکارش بین خانواده‌اش و منبع اغواگر قدرت در حال رشد او تقسیم شده است؛ و بروکسیگار، یک کهنه‌سریاز اورک سرکش که به دنبال مرگی شکوهمند در جنگ است. اما مگر اینکه این متحدان بعید بتوانند نیمه خدا، سناریوس و الف‌های شب غیرقابل اعتماد را در خیانت ملکهٔ خود متقاعد کنند، دروازهٔ لشکر سوزان به آزروث دوباره باز می‌شود.

## توضیحات
ماه‌های زیادی از فاجعه‌ٔ نبرد کوه هایجال گذشته است، جایی که لشکر سوزان اهریمنی برای همیشه از آزروث بیرون رانده شد. اما اکنون، یک شکاف انرژی مرموز در کوه‌های کالیمدور، سه جنگجوی سابق را به گذشته‌های دور سوق می‌دهد - مدت‌ها قبل از اینکه اورک‌ها، انسان‌ها یا حتی الف‌های اعظم در زمین پرسه می زدند. زمانی که تیتان تاریک سارگراس‌ و سربازان شیطانی‌اش ملکه آزشارا و اشراف‌زادگان‌اش را ترغیب کردند تا آزروث را از نژادهای کمترش پاک کنند. دورانی که اژدها سیمایان در اوج قدرت خود بودند - غافل از اینکه یکی از خودشان به زودی عصر تاریکی را به وجود می‌آورد که دنیای وارکرفت را در بر خواهد گرفت. و این بار - مبارزات گذشته ممکن است به آینده سرازیر شود...